# 中国铁路22型客车

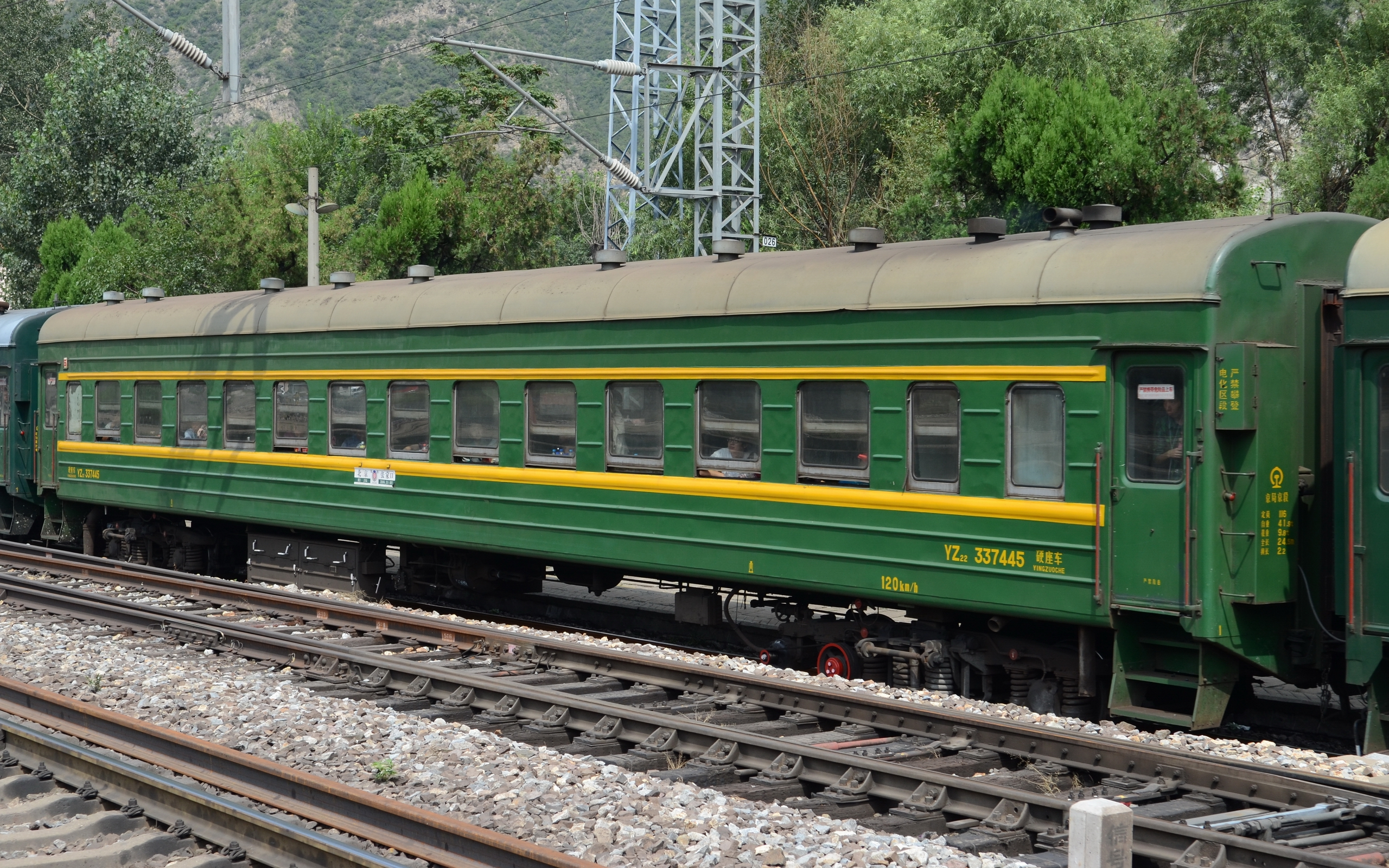
旅客列车编组中的22型硬座车

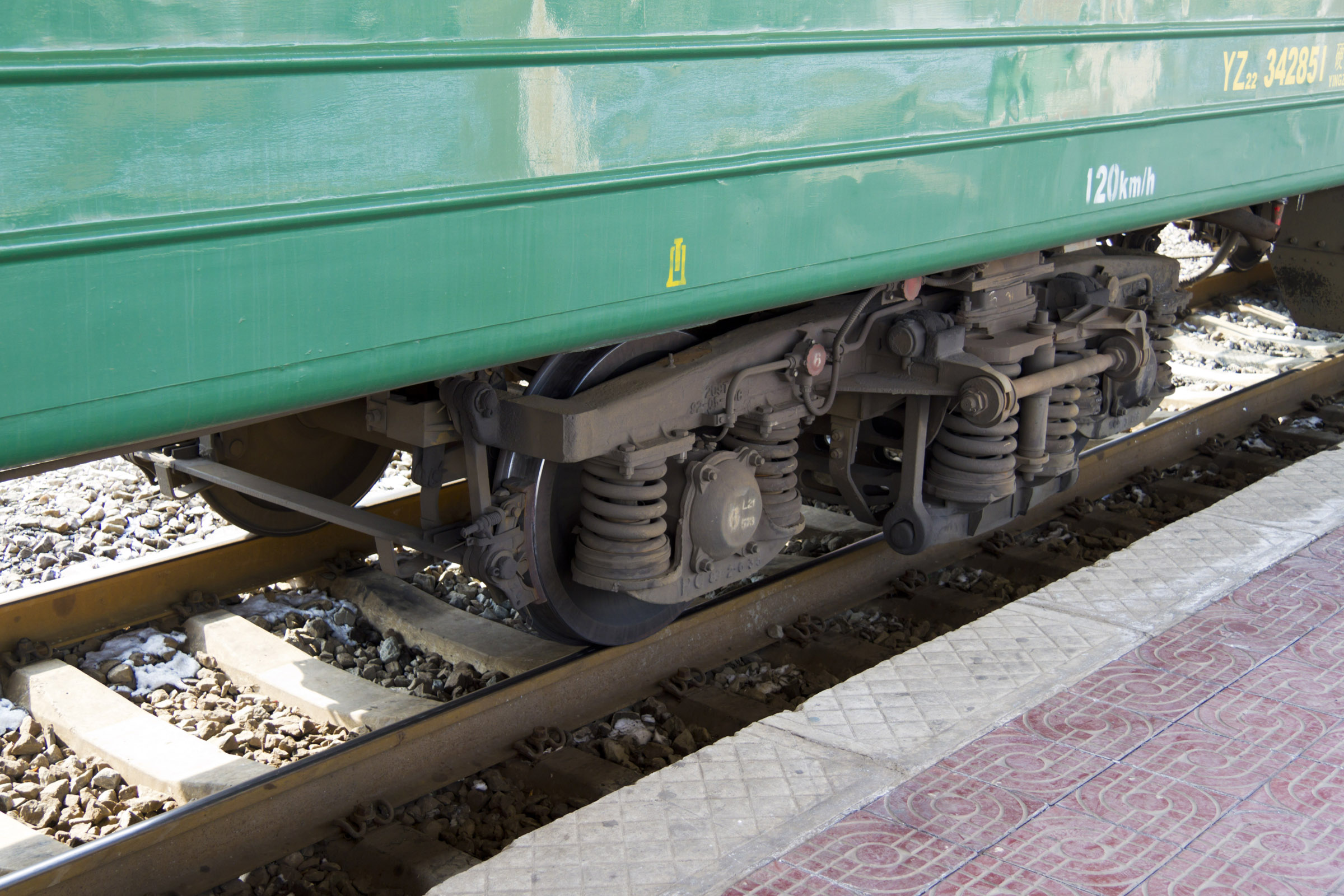
22型硬座车的转向架

中国铁路22型客车是中国铁路第二代主型铁路客车。22型客车曾经在中国铁路客运中长期占据着主导地位。

## 概况
中国铁路22型客车1956年开始设计、试制:118，1959年开始生产:48，1994年停止生产。22型客车从1960年代到1990年代初期，一直是中国铁路生产和使用的主型客车，在中国铁路客运中一直占据主导地位。生产厂商包括：青岛四方机车车辆厂、长春客车厂、唐山机车车辆厂、南京浦镇车辆厂:103，以及长沙重型机械厂。据统计22型系列客车产量约2.7万辆。20世纪90年代开始中国铁路22型客车逐渐由25型客车替代。

### 品种规格
22型客车根据用途的不同，主要有硬座车、软座车、硬卧车、软卧车、行李车、餐车、邮政车等车种，此外，某些特别用途的车辆，如试验车等。22型客车车身涂装大多为绿色配以黄色色带，俗称为“绿皮车”，而用于京沪直达特快列车（如13/14次）的22型空调客车则使用奶油色与棕红色搭配的涂装。
22型客车车体长23.6m，车宽3.1m，车高4.28米，有中梁钢结构薄壁筒型整体承载式全金属焊接车体，车壳体采用了墙板压筋方式增加结构的强度和刚度，两端有密闭式通过台。先后采用202型（四方机车车辆厂研制，H型构架，摇动台式摇枕弹簧悬挂装置）/206型（四方机车车辆厂研制，侧部中梁下凹的U型构架，带横向拉杆的小摇动台式摇枕弹簧悬挂装置）/209型（浦镇车辆厂在205型转向架基础上研制，H型构架，摇动台式摇枕弹簧悬挂装置）转向架，构造速度120km/h。22型客车采用独立温水取暖装置。22型客车车窗是双扇单层玻璃向上开启的样式，隔音性能和密封效果较差。22型客车都不带空调，除了某些卧铺车以及后来曾出现过YZ22型空调客车以外。

### 车种类型
YZ22型硬座车于1958年～1959年由青岛四方机车车辆厂设计试制，1960年开始批量生产。设有一个温水循环独立锅炉暖房，两个厕所，两个敞开式盥洗室、一个乘务员室。双面固定式座椅为每排2+3座位布局，座位之间有固定式茶桌，定员120人，自重45吨:118。后由四方机车车辆厂和长春客车厂对车内造型及部分结构进行了一系列改进设计并投入生产，定员116人～118人。长客于1986年开始生产单元式集中空调车:49。
YW22型硬卧车于1956年～1957年由四方机车车辆厂设计，四方最初试制了两辆定员59人、各敞开式单间设置两层横向卧铺、采用201RD1型转向架、自重58吨的YW22，1958年将卧铺改为三层并增设双层边铺，定员增至77人:118:48，1959年将自重减至44.7吨并改用202型转向架，1960年由长春客车厂生产。最初是横向睡铺带纵向边铺的敞开式单间布局。由于过于拥挤，由四方机车车辆厂重新设计1966年开始批量生产的YW22型改为两组横向三层卧铺的敞开式单间布局，取消边铺，改为活动翻转座椅和小茶桌，定员60人，自重45吨:118。
RW22型软卧车于1955年～1956年由四方机车车辆厂设计试制，设有8个四人包厢，定员32人，自重59吨，1959年RW22型客车进行改进，自重减到47吨:119。后由唐山机车车辆厂和长春客车厂进行改进设计，1979年出现空调版本:48。
RZ22型软座车于1976年由唐山机车车辆厂设计制造，沙發式座椅为每排2+2座位布局，座位之间设有固定式茶桌，定员64人，二位端走廊有储藏室，自重46吨。
22型客车常见的还有行李车、邮政车以及特种用途车等车种。

### 同系列车型

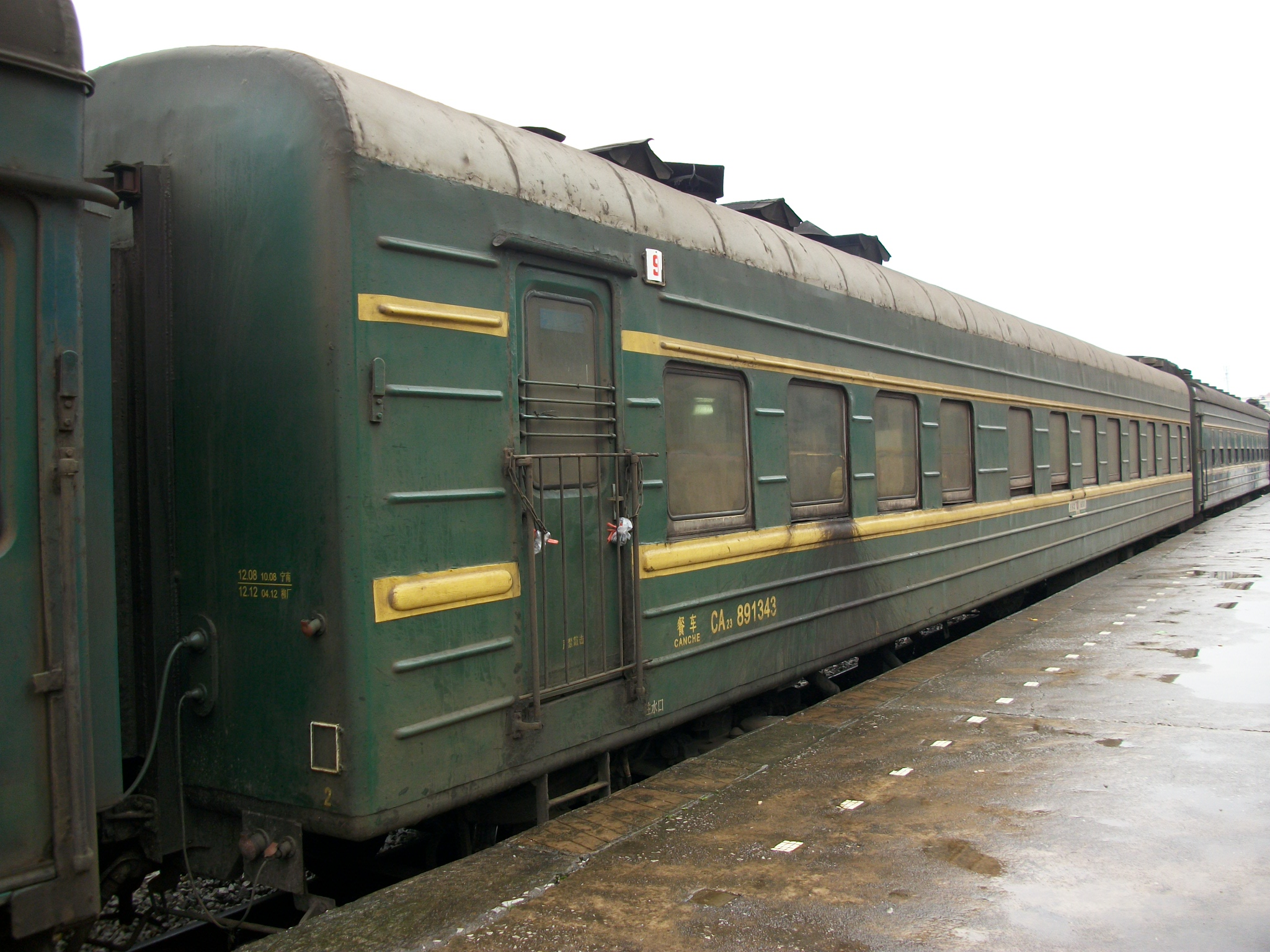
CA23型餐车

23型客车（不包括23型餐车）是在YZ22型客车基础上的改进型，即YZ23型。1961年由四方机车车辆厂进行改进，车厢取暖方式由温水循环取暖改为大气压式蒸汽取暖。
23型餐车是在CA22型餐车（四方机车车辆厂设计）不合理的平面结构基础上改进而成的，取消餐车通过台，扩大贮藏室，增设冰箱，并采用204型转向架，后期改用206型转向架:93。分别由唐山机车车辆厂、南京浦镇车辆厂设计制造:103。
18、19型客车是供国际旅客联运用的客车，1960年代由四方机车车辆厂设计研制，车体结构与22型客车基本相同。采用UD2/UD3（準軌）／UD4（宽轨）型转向架，构造速度120km/h。设有空调装置。18型客车有硬卧车、软卧车。19型客车是高级卧铺包厢客车。
YW22型硬席卧铺包厢客车是用于中国、朝鲜，中国、越南国际旅客联运的客车，与中国铁路国内使用的YW22型硬卧车采用两组三层卧铺敞开式单间不同，有9个两组双层卧铺包厢/1个一组双层卧铺包厢，车厢两端厕所内有洗脸池和淋浴设备，定员38人。
31型是市郊用车，只有YZ31型硬座客车一种。其座位布局与地铁列车相仿。车门位于两个转向架之间，不同于标准22型的两端位车门。
22型双层客车是为满足城际运用的需要于1961年由四方机车车辆厂试制，车体长23.6米，车宽3.1米，车高4467mm，车体中部为双层客室，两端各有一小中层客室，构造速度120km/h，定员128-176人。运行至1982年报废。

### 改进型

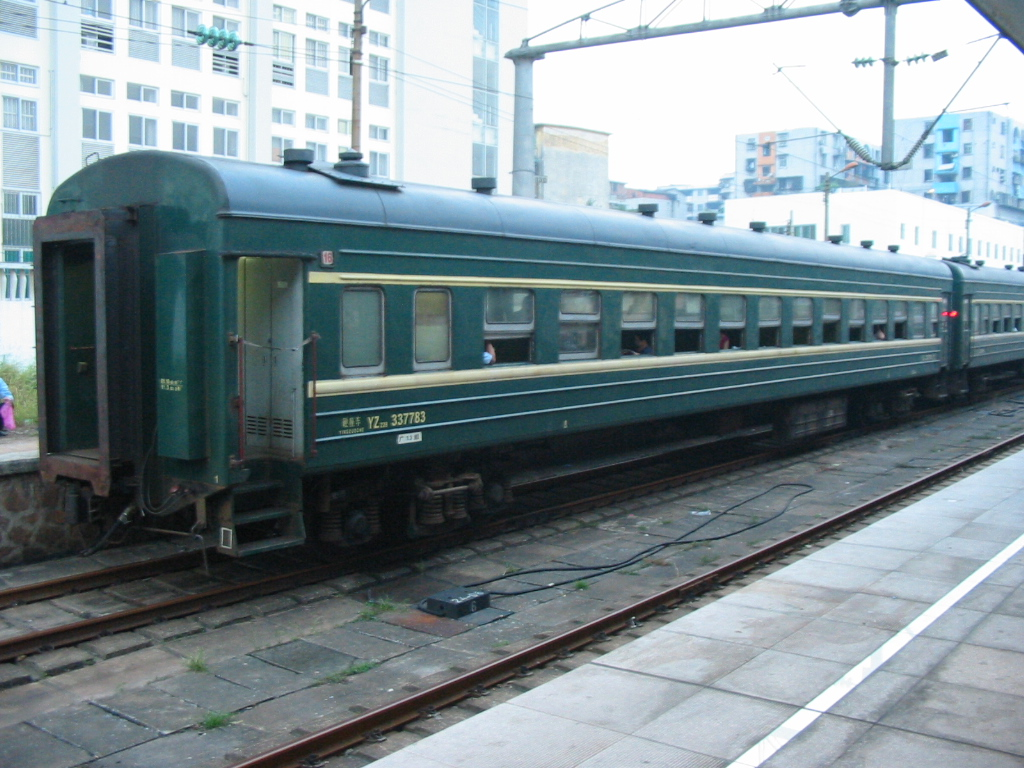
YZ22B型硬座客车

22A型、22B型、22C型是22型客车的改型，主要改进是在车体的材质上。
22A型客车主要改进是车体结构广泛采用耐候钢。改进车体涂漆与防锈工艺，改进防寒材料，车厢内饰材料有较大改进。提高车体的耐腐性，延长使用寿命与厂修期。于1982年-1985年由长春客车厂进行改进，1985年投产。
22B型客车主要改进是车体结构广泛采用耐候钢，大量通用件、部分连接部件也采用耐候钢，改善旅客采暖设施，改进车体内部布局与车厢内饰材料，延长厂修期，减少维修量。于1988年投产。一部分22B型客车带有空调装置。
22C型客车与22型客车之间的区别主要在车体的材质，车体材质采用耐候钢。

## 车辆改造
20世纪90年代开始，符合翻新条件的22型客车进行了翻新改造（铁道部将部分22型客车进行翻新改造，型号是为22B）继续用于慢车和短途车。部分22型客车翻新改造后车窗结构改为单元式。

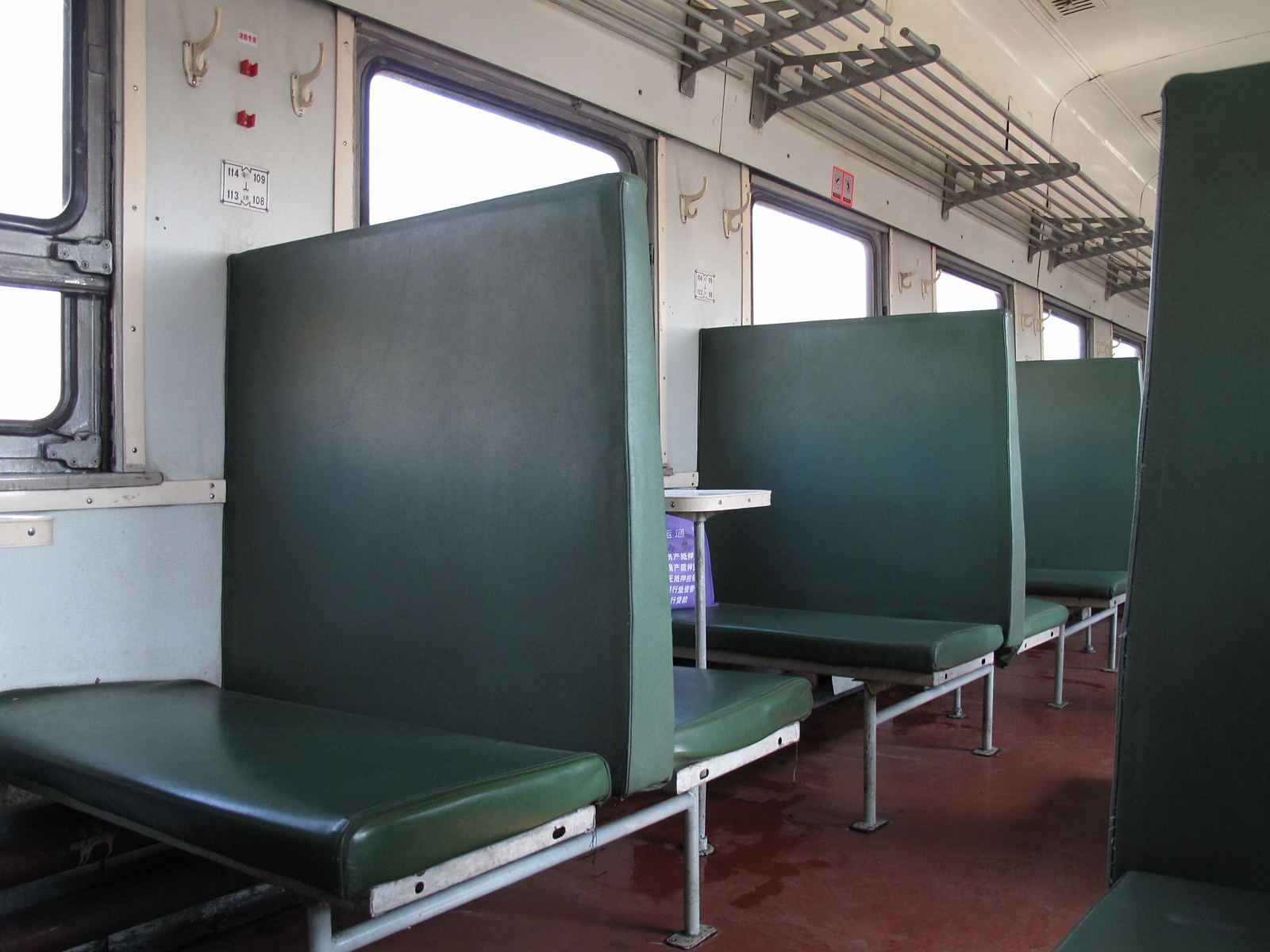
YZ22型硬座车
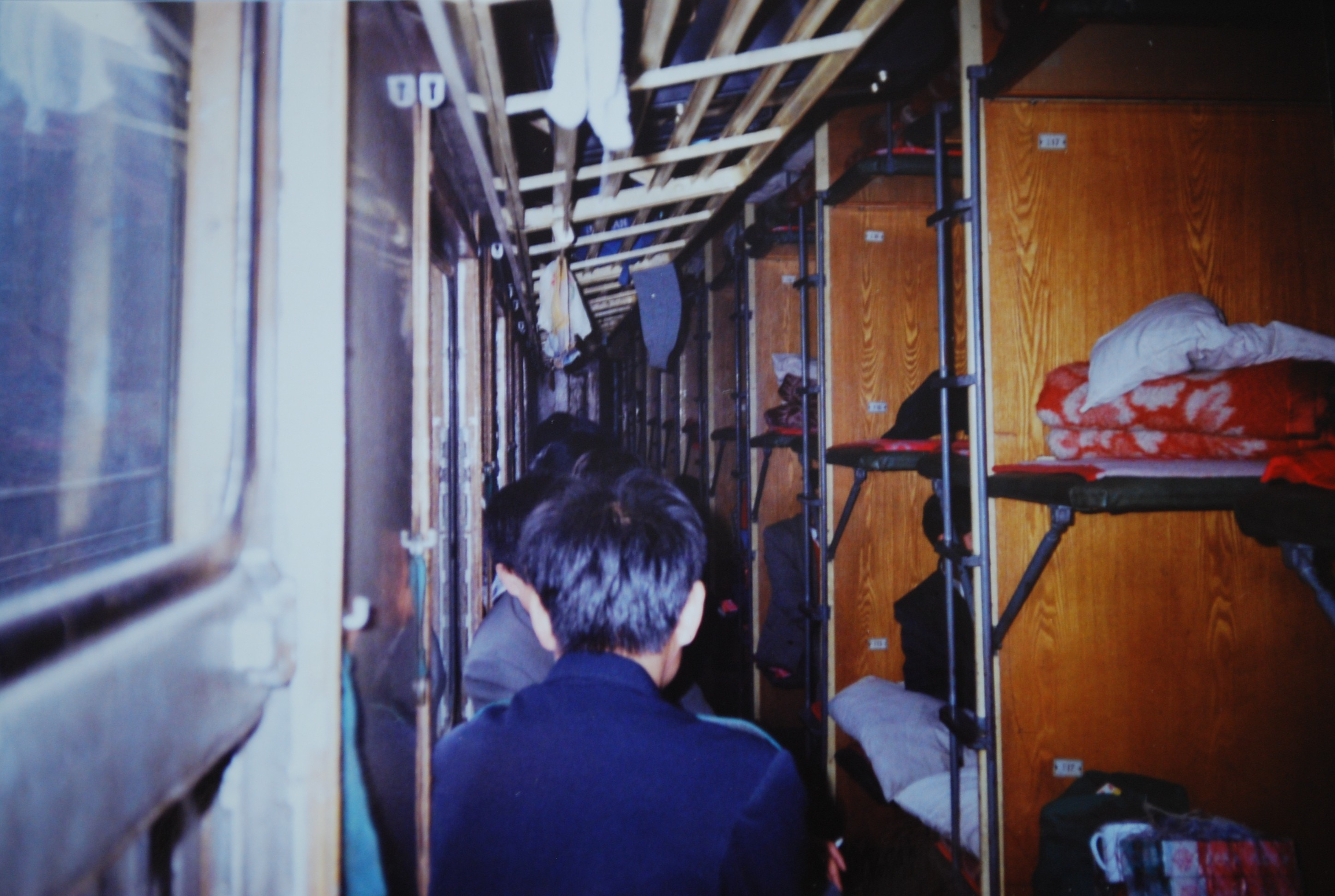
22型硬臥车
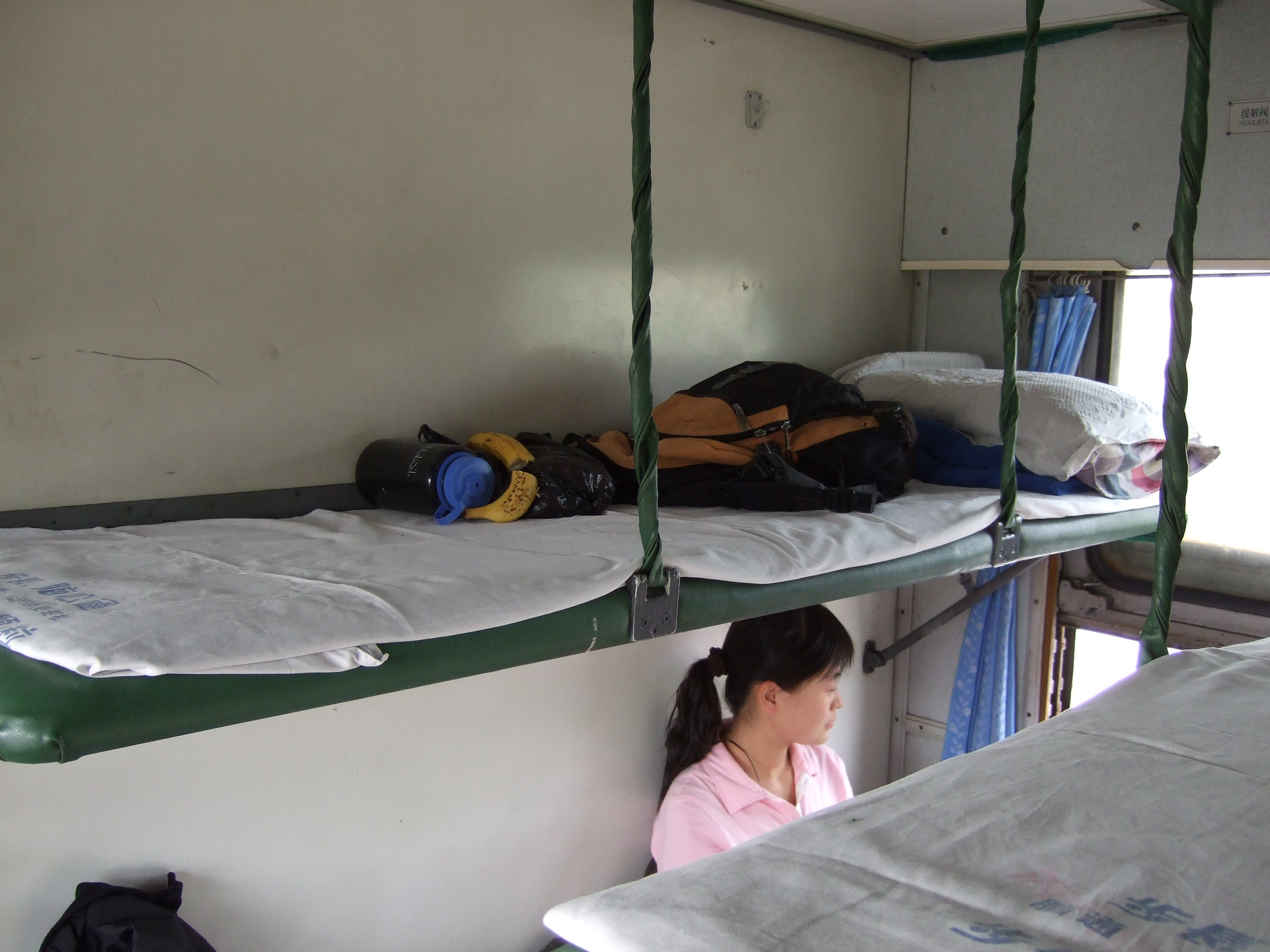
YW22型硬卧内部
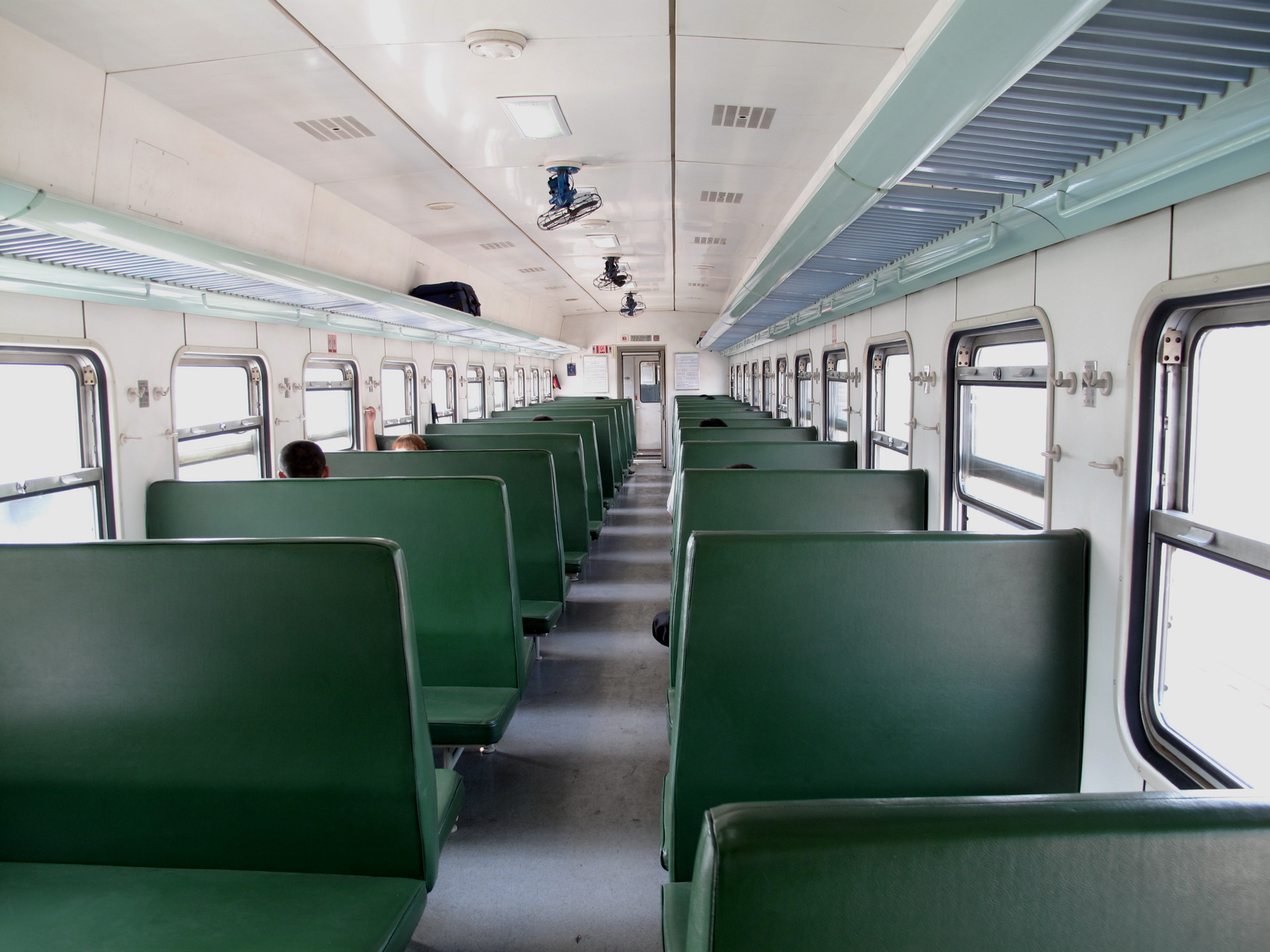
YZ22B型硬座车內部
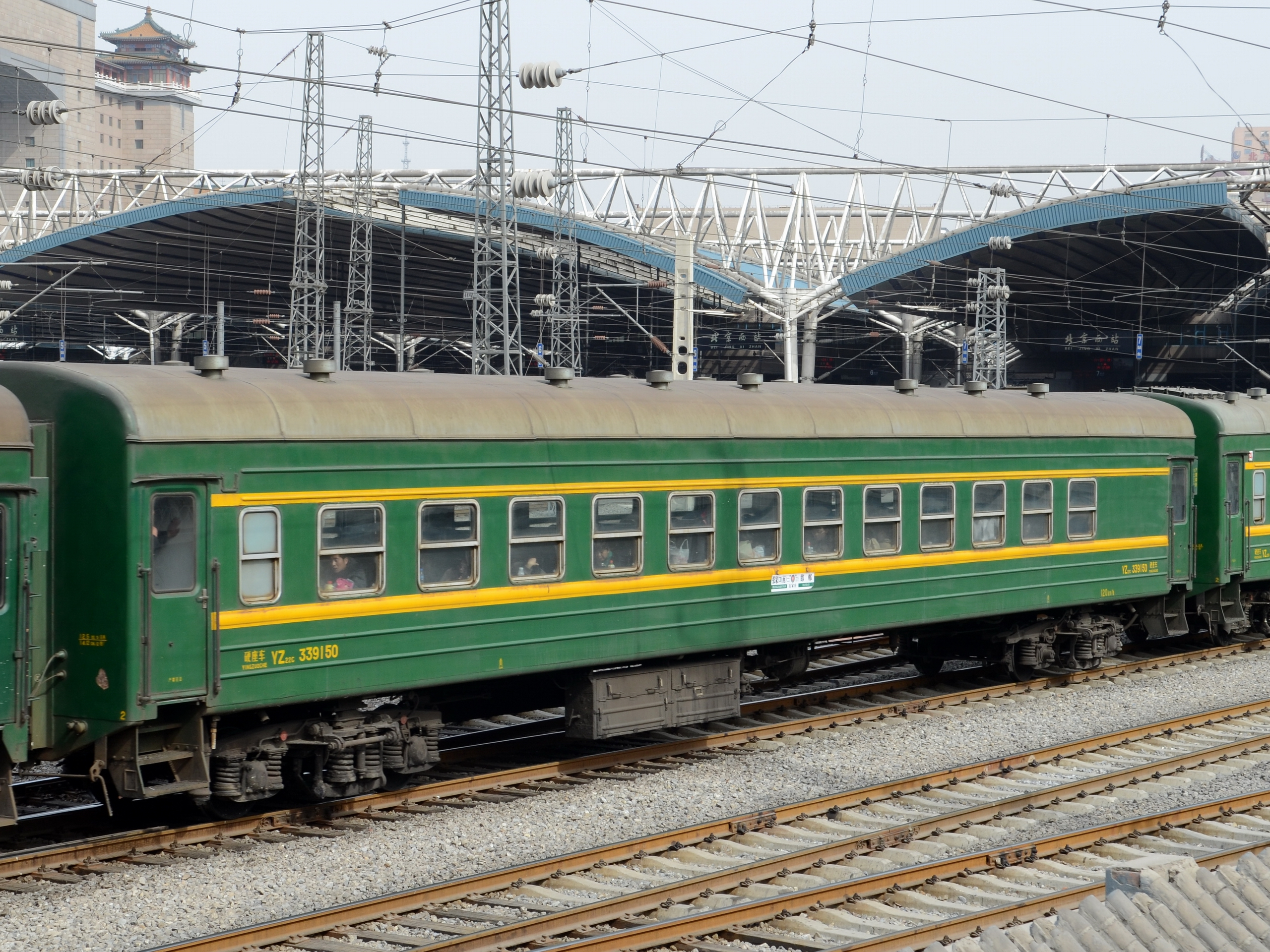
22型客车的改型YZ22C型客车
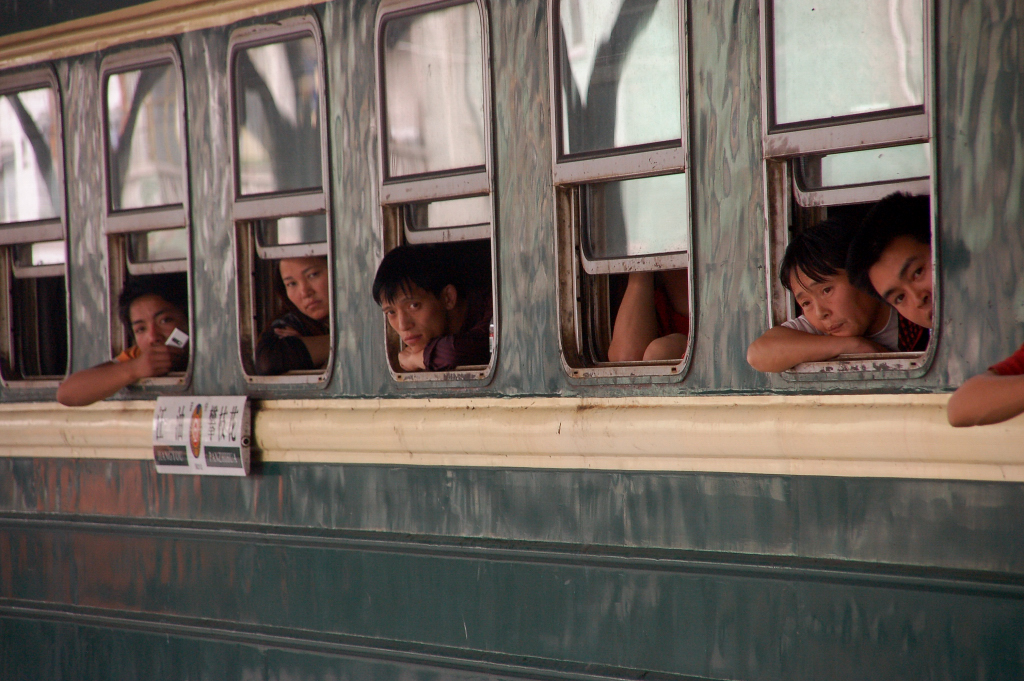
经翻新改造22型客车继续用于短途慢车

## 车辆保存
- YZ22型29736号车及YZ22型338503号车，退役前配属北京铁路局北京车辆段，现存于中国铁道博物馆东郊馆东侧的影视拍摄基地内。
- YW22型61488号车，退役前配属北京铁路局北京西车辆段，现存于中国铁道博物馆东郊馆内。